# 9281 Weryk
9281 Weryk è un asteroide della fascia principale. Scoperto nel 1981, presenta un'orbita caratterizzata da un semiasse maggiore pari a 2,4500471 UA e da un'eccentricità di 0,1706279, inclinata di 2,19712° rispetto all'eclittica.